# Боссе-сюр-Мер
Боссе-сюр-Мер (фр. Beaussais-sur-Mer) — новая коммуна на северо-западе Франции, находится в регионе Бретань, департамент Кот-д’Армор, округ Динан, кантон Плелен-Тригаву. Расположена на побережье Ла-Манша в 74 км к северо-западу от Ренна и в 50 км к востоку от Сен-Бриё, в 13 км от национальной автомагистрали N176.
Население (2019) — 3 757 человек.

## История
Коммуна образована 1 января 2017 года путем слияния коммун Плесси-Балиссон, Плубале и Трегон. Центром новой коммуны является Плубале. От него к новой коммуне перешли почтовый индекс и код INSEE. На картах в качестве координат Боссе-сюр-Мер указываются координаты Плубале.

## Достопримечательности
- Замок Кудрей (1729 год). Исторический памятник с 1964 года[1]
- Замок Равийе с садом
- Замок Ла-Маллери
- Замок Ла-Кроше
- Церковь Святых Петра и Павла в Плубале XIX века
- Часовня Сен-Кадрёк в Плубале
- Менгир Превоте (эпоха неолита)
- Церковь Святого Петра в Плесси-Балиссоне XIX века
- Церковь Сен-Петрок в Трегоне

## Экономика
Структура занятости населения:
- сельское хозяйство — 11,7 %
- промышленность — 6,3 %
- строительство — 10,5 %
- торговля, транспорт и сфера услуг — 44,5 %
- государственные и муниципальные службы — 27,0 %

Уровень безработицы (2018) — 11,4 % (Франция в целом —  13,4 %, департамент Кот-д’Армор — 11,5 %). 

Среднегодовой доход на 1 человека, евро (2018) — 21 630 (Франция в целом — 21 730, департамент Кот-д’Армор — 21 230).

## Администрация
Пост мэра Боссе-сюр-Мера с 2017 года занимает Эжен Каро (Eugène Caro), с 2014 года занимавший пост мэра Плубале. На муниципальных выборах 2020 года возглавляемый им правый список был единственным.
| Период | Период | Фамилия   | Партия        | Примечания                                         |
| ------ | ------ | --------- | ------------- | -------------------------------------------------- |
| 2017   |        | Эжен Каро | Разные правые | руководитель предприятия, член Совета департамента |

## Города-побратимы
- Борхем, Англия

## Галерея

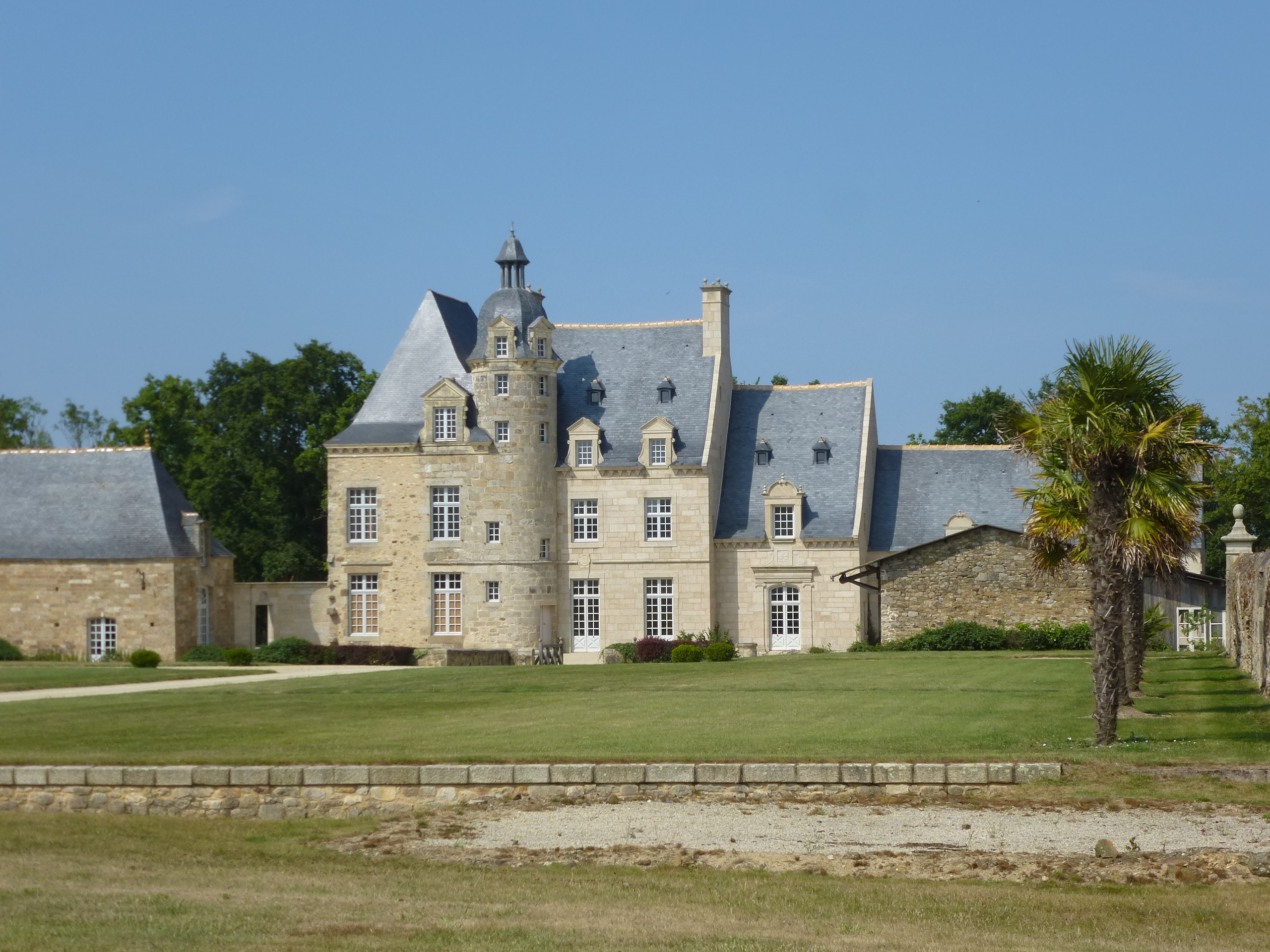
Замок Кудрей
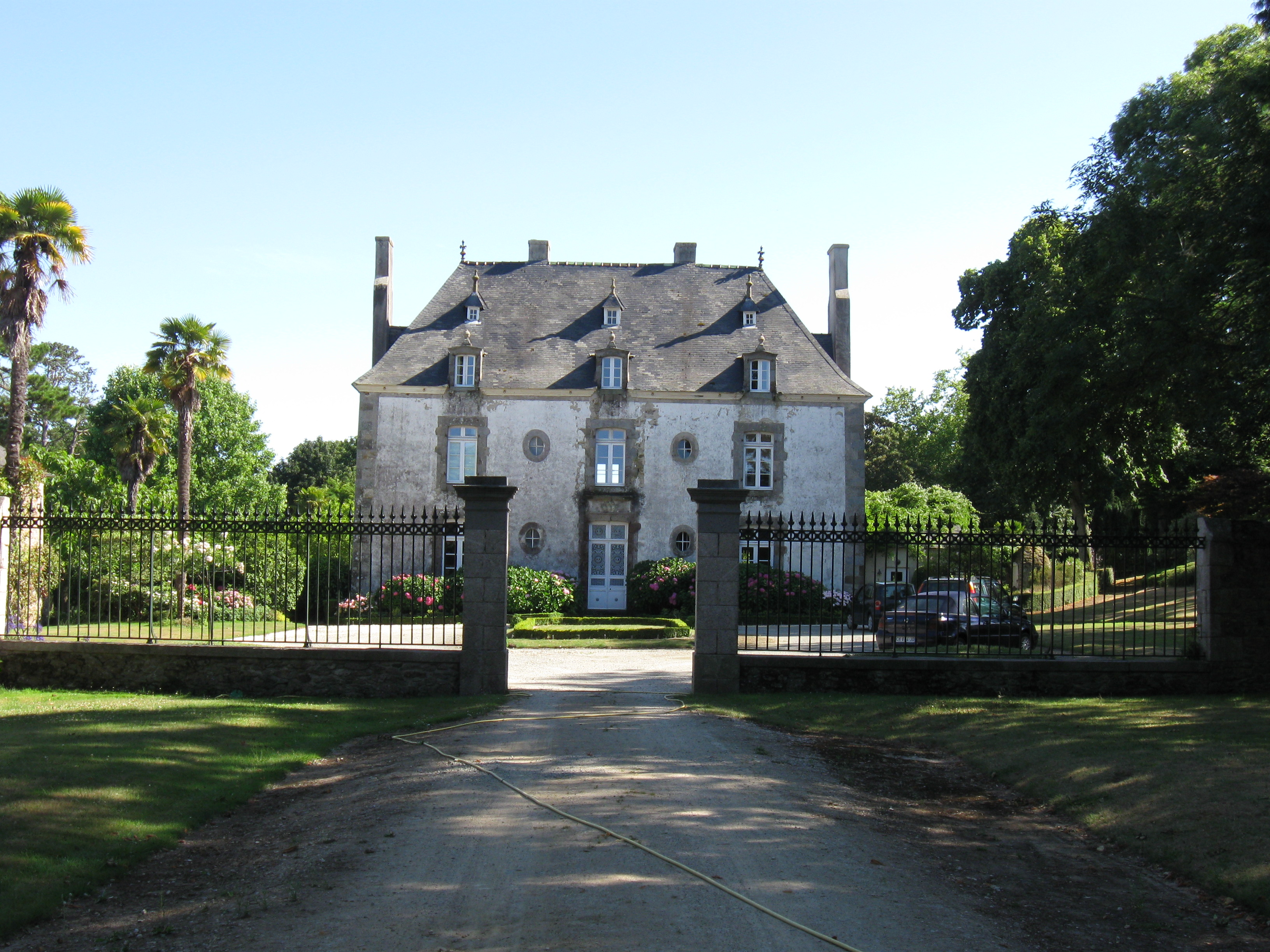
Замок Равийе
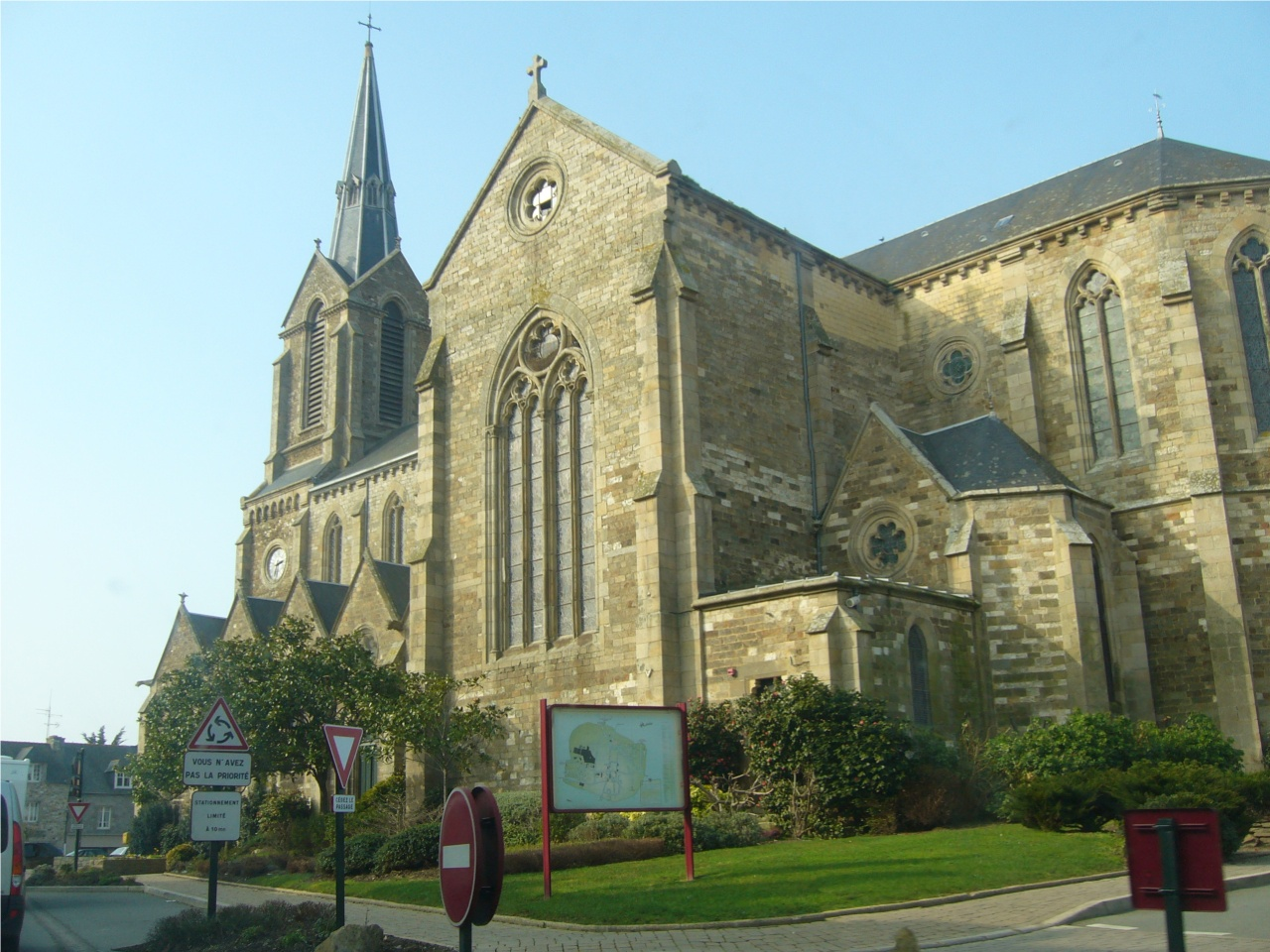
Церковь Святых Петра и Павла
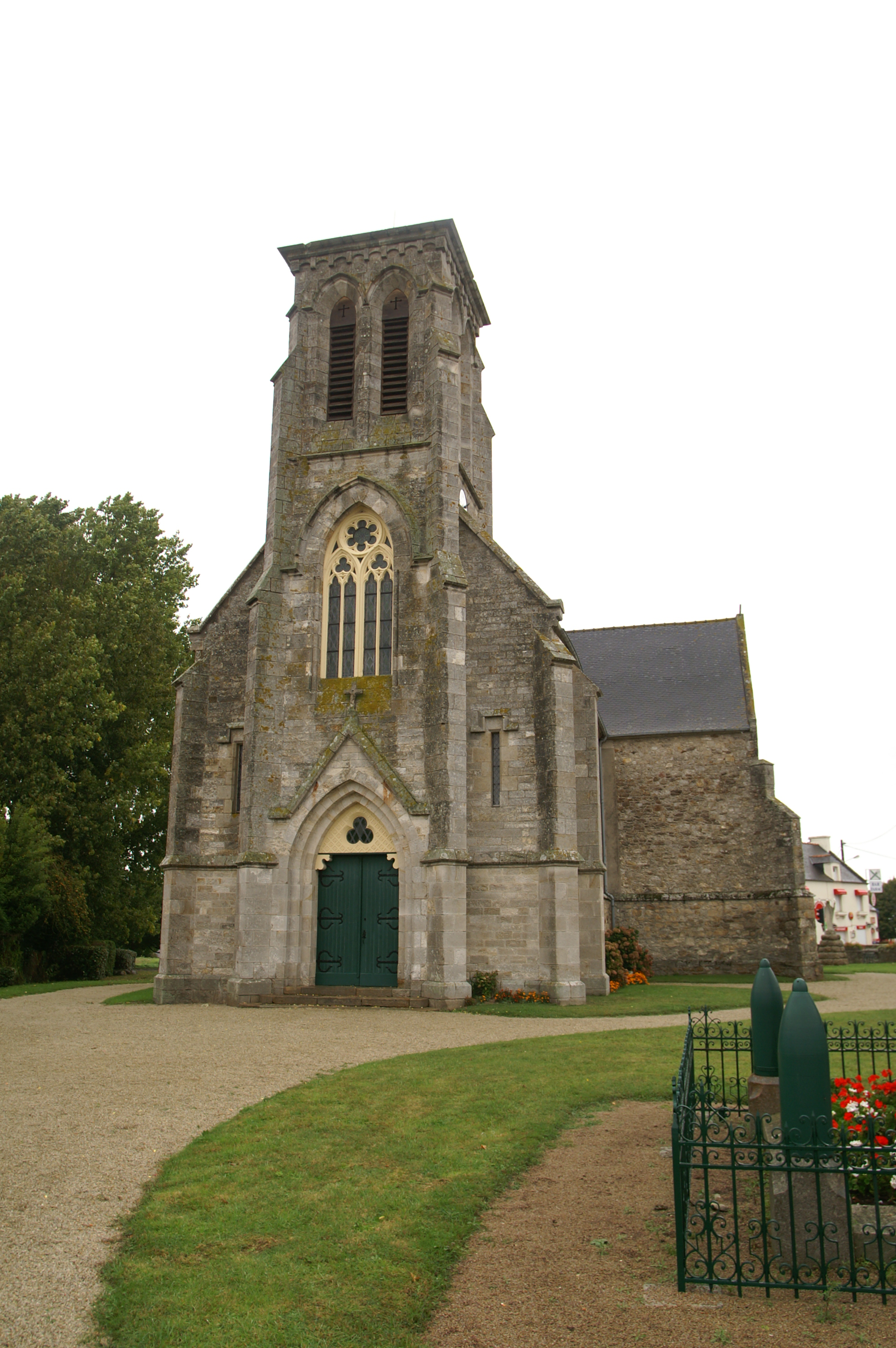
Церковь Сен-Петрок